# Logan Owen
Logan Owen, (Bremerton, 25 de març de 1995), és un ciclista estatunidenc professional des del 2014. Actualment milita amb l'equip EF Pro Cycling. Combina la carretera amb el ciclocròs.

## Palmarès en carretera
- 2013
  -  Campió dels Estats Units júnior en ruta
  - Vencedor d'una etapa al Mount Hood Cycling Classic
- 2015
  - Vencedor d'una etapa al Tour de Utah
- 2016
  - 1r a la Lieja-Bastogne-Lieja sub-23
- 2017
  - Vencedor d'una etapa a la Volta a l'Alentejo

### Resultats a la Volta a Espanya
- 2019. 126è de la classificació general
- 2020. 105è de la classificació general

## Palmarès en ciclocròs
- 2011-2012
  -  Campió dels Estats Units júnior en ciclocròs
- 2012-2013
  -  Campió dels Estats Units júnior en ciclocròs
- 2013-2014
  -  Campió dels Estats Units sub-23 en ciclocròs
- 2014-2015
  -  Campió dels Estats Units sub-23 en ciclocròs